# Евсевий (Орлинский)
Архиепи́скоп Евсе́вий (в миру Ефи́м Полика́рпович О́рлинский; 21 декабря 1806 (2 января 1807), село Чёрный Верх, Белёвский уезд, Тульская губерния — 21 февраля [5 марта] 1883, Могилёв) — епископ Русской православной церкви, архиепископ Могилёвский и Мстиславский.

## Биография
Родился 21 декабря 1806 (2 января 1807) года в селе Чёрный Верх Белевского уезда Тульской губернии (сегодня — в Арсеньевском районе Тульской области) в семье дьячка местной церкви Святого Великомученика Дмитрия Солунского (в 1818 ставшего там же дьяконом) Поликарпа Ефимовича Орлинского (1778—1833) и его супруги Марфы Ивановны (1776—1850), дочери священника Преображенской церкви соседнего села Мишины Поляны Ивана Лазаревича Руднева. Крещён 26 декабря (8 января) священником Кириллом Афанасьевым. Пятый из семи детей в семье, младший из двух выживших сыновей. Старший брат, Иван Поликарпович (1803—1865), выпускник Санкт-Петербургской духовной академии (1829), кандидат богословия, служил учителем гимназии в Ковно, затем в Вифанской семинарии, с 1834 года — священником московской Преображенской церкви, что в Преображенском.
Отец Ефима, проучившись всего два года, вынужден был в 16-летнем возрасте оставить Коломенскую духовную семинарию, чтобы занять освободившееся место штатного дьячка при Дмитриевской церкви, где служил ещё его дед, священник Иван Емельянов. Однако во время учёбы одним из одноклассников Поликарпа Орлинского оказался сын дьякона коломенского Успенского собора Василий Дроздов — будущий митрополит Московский и Коломенский Филарет, что, вероятно, весьма положительно сказалось впоследствии на судьбе его младшего сына.
Первоначальное образование Ефим Орлинский получил в Белёвском уездном и приходском духовном училище и Тульской духовной семинарии. В 1828 году поступил в Московскую духовную академию, которую окончил в 1832 году со степенью магистра. Перед её окончанием, 29 мая 1832 года был пострижен в монашество; 1 июля рукоположен во иеродиакона, а 3 июля — во иеромонаха и 29 августа того же года назначен инспектором Вифанской духовной семинарии. С 25 ноября 1834 года — инспектор Московской духовной семинарии. С 21 ноября 1838 года — инспектор и бакалавр Московской духовной академии; 15 октября того же года возведён в сан архимандрита.
В мае 1841 года «за примерно-ревностное и полезное прохождение возложенной на него должности» был возведён в степень экстраординарного профессора, а 17 ноября 1841 года назначен ректором Московской духовной академии.
С 9 апреля 1842 года определён настоятелем Московского Богоявленского монастыря, а 31 августа 1845 года получил в управление Высокопетровский монастырь.
9 марта 1847 года хиротонисан во епископа Винницкого с назначением настоятелем Шаргородского Николаевского монастыря и ректором Санкт-Петербургской духовной академии.
С 10 декабря 1850 года был назначен епископом новоучреждённой Самарской кафедры. В период своего архипастырства преосвященный Евсевий построил ряд церквей и основал несколько монастырей. Так им построены: Троицкая церковь с пределом во имя Димитрия Солунского с каменной оградой и колокольней в родном селе Чёрный Верх (сохранилась в приличном состоянии с росписью и кровлей, но без полов, окон и дверей; не действующая; колокольня и ограда разрушены, церковные ворота сохранились и используются по назначению в частном доме в пос. Арсеньево) и Покровская церковь в г. Самаре. В Самаре же им основан Иверский женский монастырь, а в Бузулуке — мужской Спасо-Преображенский.
С 3 ноября 1856 года — епископ Иркутский и Нерчинский. В марте 1858 года был возведён в сан архиепископа.
С 29 августа 1860 года — архиепископ Могилёвский и Мстиславский. Учитывал нужды своей разнородной паствы, и там, где требовалась национальная речь для понимания слова Божия, не боялся совершать богослужения на национальном языке, как это он сделал в одной из церквей Могилёвской епархии, где находилось много переселенцев-латышей. Паства очень любила его за доброту и отеческое отношение к нуждам пастырей и пасомых.
Весной 1871 года перенёс инсульт. Начальник Могилёвского губернского жандармского управления полковник Иваницкий писал товарищу шефа жандармов генерал-лейтенанту графу Н. В. Левашеву: «Крайняя слабость Могилёвского и Мстиславского архиепископа… настоятельно заставляет меня обратить внимание Правительства на архиепископа Евсевия, который и по мягкости характера, и физической слабости, так как весной настоящего года подвергался параличу и довольно долго был болен, как на такое лицо, которое, долее оставаясь в Могилёвской губернии и, по-прежнему бездействуя, неминуемо приведёт духовенство губернии в самое плачевное состояние, а православие к упадку». Из переписки ясно, что жандармское управление в течение нескольких лет уличало 15 священников и дьяконов епархии «в непомерном пьянстве и разного рода безобразиях и неприличных духовному званию поступках; на что архиепископ Евсевий остался этим крайне недоволен, обвиняя жандармов в неуместном вмешательстве…». Рапорт был оставлен без последствий.
До 1876 года состоял почётным членом Санкт-Петербургской духовной академии.
Евсевий (Орлинский) 16 апреля 1878 года был избран в члены Святейшего Синода.
Весной 1882 года его здоровье так ухудшилось, что с июля (после того, как 2-3 июля 1882 г. в Могилёве торжественно отпраздновалось 50-летие служения архиепископа Евсевия в священном сане) епархией временно управлял епископ Муромский Иаков (Кротков), викарий Владимирской епархии.
6 октября 1882 года архиепископ Евсевий был уволен на покой в могилёвский Братский Богоявленский монастырь с оставлением в звании члена Святейшего Синода и пенсией 2000 рублей в год. «Пожертвовал в пользу Могилёвской духовной семинарии собственную свою библиотеку, состоящую из 797 названий книг в 1478 томах на русском, латинском, французском и немецком языках».
Скончался 21 февраля (5 марта) 1883 года. Погребен в Могилёвском Спасском монастыре («в Спасской церкви Могилёвского архиерейского дома близ иконостаса на южной стороне»). Отпевал его епископ Могилёвский Виталий (Гречулевич). Могила не сохранилась.

## Награды
Был причислен к орденам: Св. Анны 1-й степени (1849), Св. Владимира 2-й (1856) и 1-й (1862) степеней, Св. Александра Невского (1863), к последнему был также удостоен алмазных знаков (1868).

## Сочинения
- Беседы о христианской свободе. — СПб., 1864.
- Утешение в скорби и болезни. Архивная копия от 2 июня 2021 на Wayback Machine — СПб., 1849, 1874; М., 1879.
- Размышление на молитву Господню. — СПб., 1871.
- Поучение о христианской надежде и любви. Беседы на 1-е соборное послание святого апостола Иоанна Богослова. Архивная копия от 2 июня 2021 на Wayback Machine — СПб., 1864; 2-е изд. — СПб., 1881.
- О подвиге покаяния // Русский паломник. — 1895, № 7, с. 98—100.
- О воспитании детей в духе христианского благочестия. — М., 1844; 2-е изд. — СПб., 1857; 3-е изд. — СПб., 1876; 4-е изд. — СПб., 1877.
- Беседы на воскресные и праздничные Евангелия. — М., 1855; 2-е изд. — СПб., 1863; 3-е изд. —1876.
- Беседы на святое Евангелия от субботы Лазаревой до Сошествия Святого Духа. Размышления на Символ веры. — СПб., 1871.
- Проповеди на все воскресные и праздничные дни: в 2 т. — СПб., 1870.
- Беседы на воскресные и праздничные чтения из Апостола: в 2 ч. — СПб., 1867. Часть 1. Часть 2.
- Беседы о пьянстве. — М., 1864.
- Пять слов, на Новый год, в Неделю мясопустную, в Неделю Православия, на Благовещение, в Великий Пяток. — СПб., 1863.
- Беседы о своей душе. — СПб., 1863 и 1873.
- Беседы о христианской свободе к получившим свободу от крепостной зависимости. — СПб., 1861, 2-е изд. — СПб., 1864.
- Наставление священникам, служащим между язычниками и новообращенными в православной вере. — СПб., 1860.
- Слово к самарской пастве. — М., 1857.
- Размышления о страданиях Господа нашего Иисуса Христа // Прибавления к Творениям святых отцов в русском переводе. — 1844, ч. 2; 2-е изд. — СПб., 1848.
- О семейных обязанностях // Прибавления к Творениям святых отцов в русском переводе. — 1844, ч. 2; 2-е изд. — СПб., 1848.
- О трояком служении Иисуса Христа // Прибавления к Творениям святых отцов. — 1844, ч. 2 и СПб., 1848.
- Речь к Святейшему Синоду по наречении епископом Винницким // Христианское чтение. — 1847, ч. 2.
- О приготовлении рода человеческого к принятию Спасителя. — М., 1845 и // Прибавления к Творениям святых отцов в русском переводе. — 1845, ч. 3.
- Две беседы к готовящимся принять священство. — СПб., 1850.
- Три письма Евсевия, епископа Самарского, к Иннокентию, архиепископу Херсонскому // «Самарские епархиальные ведомости». — 1886. — № 12. — С. 231—239.
- Перевод на русский язык: Достопамятные сказания о подвижничестве святых и блаженных отцев // «Православный собеседник». — 1893, март. — С. 5.